# Papageischnabelsperling
Der Papageischnabelsperling (Passer gongonensis) ist eine Vogelart aus der Familie der Sperlinge. Die Art kommt ausschließlich im Osten Afrikas vor. Einige Autoren sind der Ansicht, dass es sich beim Papageischnabelsperling um eine Unterart des Graukopfsperlings handelt.
Die IUCN stuft den Papageischnabelsperling als nicht gefährdet (least concern) ein.

## Erscheinungsbild
Der Papageischnabelsperling erreicht eine Körperlänge von 18 Zentimetern. Er ist damit größer als andere, in Afrika vorkommende grauköpfige Sperlinge wie beispielsweise der Graukopfsperling oder der Swainsonsperling. Er unterscheidet sich von diesen unter anderem durch den klobigeren, rundlicheren Schnabel.
Der Kopf des Papageischnabelsperlings ist mittelgrau. An den Halsseiten und auf dem Mantel geht die Gefiederfärbung in ein bräunliches Grau über. Der Rücken, der Bürzel und die Oberschwanzdecken sind kastanienbraun. Die Steuerfedern sind dunkelbraun mit schmalen rotbraunen Säumen. Die Region zwischen dem Schnabelansatz und dem Auge ist dunkel graubraun, die Ohrdecken sind etwas heller. Die Wangen, die Kehle, die Brust und die Schenkel sind hell graubraun mit einer helleren Region in der Mitte des Kinns und der Kehle. Die Unterschwanzdecken sind gleichfalls hell graubraun. Der Schnabel ist schwärzlich hornfarben, die Augen sind braun und die Beine fleischfarben. 
Jungvögel gleichen den adulten Vögeln, aber der Kopf und der Mantel sind bräunlicher, der Bürzel ist mehr ockerfarben und der Oberschnabel ist noch braun.

## Verbreitung
Der Papageischnabelsperling ist ein Endemit Ostafrikas. Zu seinem Verbreitungsgebiet zählt der äußerste Südosten des Sudans, wo er allerdings nicht sehr häufig ist. Die Art kommt außerdem in Uganda, im Süden Äthiopiens und Somalias sowie im Nordosten Tansanias vor. Das Verbreitungsgebiet erstreckt sich über insgesamt 611.000 Quadratkilometer.

## Lebensraum
Der Lebensraum der Papageischnabelsperlinge ist die offene, mit Dornbüschen locker bestandene Savanne sowie mit Gebüsch durchwachsenes Grasland. Sie kommen auch in der Umgebung von menschlichen Siedlungen vor, sind hier jedoch seltener als andere grauköpfige Sperlingsarten anzutreffen. Die Höhenverbreitung der Papageischnabelsperlinge reicht vom Meeresniveau bis in Höhenlagen von 2000 Metern.

## Lebensweise
Papageischnabelsperlinge kommen überwiegend paarweise oder in kleinen Gruppen von vier bis sechs Individuen vor. Gelegentlich treten sie auch in Trupps von 20 bis 30 Individuen auf. Sie sind generell scheuer als andere grauköpfige Sperlingsarten und suchen zwar in der Umgebung von Dörfern nach Nahrung, sind aber nur selten innerhalb der Ortschaften zu sehen. Sie suchen überwiegend auf dem Boden nach Nahrung, die Nahrungssuche findet hauptsächlich in den frühen Morgen- und späten Abendstunden statt. Seit einigen Jahren finden sich Papageischnabelsperlinge zunehmend auch in der Nähe von Lodges und auf Picknickplätzen in Wildreservaten ein, um dort nach Nahrungsresten zu suchen.
Die Nahrung besteht überwiegend aus Grassamen sowie Insekten. Das Nest wird als Freinest in Bäumen und Sträuchern und gelegentlich auch in Löchern von Affenbrotbäumen errichtet. Unabhängig vom Ort der Nestanlage handelt es sich im Prinzip immer um ein Kugelnest mit seitlichem Eingang. Das Nest wird nicht besonders sorgfältig gebaut; das außen nicht bearbeitete Nistmaterial hängt meist lose herab. Gelegentlich nutzt der Papageischnabelsperling auch aufgegebene Nester anderer Vogelarten.
Das Gelege umfasst gewöhnlich zwei Eier, diese sind grauweiß mit zahlreichen grauen und rotbraunen Flecken. Die Brutzeit fällt in Äthiopien in den Zeitraum von Dezember bis März und Mai. In Somalia brüten die Vögel im Juni, September und November. Die Brutzeit fällt gewöhnlich in die Regenzeit oder in den Zeitraum unmittelbar nach der Regenzeit. Sie brüten jedoch auch während der Trockenzeit, sofern sich in der Nähe bewässerte Felder befinden.

## Einzelbelege
1. ↑   Der Papageischnabelsperling auf Avibase, aufgerufen am 29. Juli 2911
2. 1 2   BirdLife Factsheet zum Papageischnabelsperling, aufgerufen am 29. Juni 2011
3. 1 2 3 4   Fry et al., S. 6